# (7610) Sudbury
(7610) Sudbury (1995 XB) – planetoida z pasa głównego asteroid okrążająca Słońce w ciągu 4,96 lat w średniej odległości 2,91 j.a. Odkryta 3 grudnia 1995 roku.